# 莫列尤河
莫列尤河是俄羅斯的河流，由阿爾漢格爾斯克州的涅涅茨自治區負責管轄，河道全長272公里，流域面積4,530平方公里，河水主要來雨水和融雪，最終注入海普德爾灣。